# Велоспорт на летних Олимпийских играх 2024 — командная гонка преследования (мужчины)
Соревнования мужчин в командной гонке преследования в велогонках на треке на летних Олимпийских играх 2024 года прошли с 5 по 7 августа 2024 года на Национальном Велодроме Сен-Кантен-ан-Ивелин в городе Монтиньи-ле-Бретоннё.

## Формат соревнований
В командной гонке преследования участвуют две команды по четыре велосипедиста. Каждая команда стартует с противоположных сторон трассы. Есть два способа победить: проехать 16 кругов (4 км) раньше другой команды или догнать другую команду. Время для каждой команды определяется по тому, кто третьим пересечет финишную черту; четвертому велосипедисту финишировать не обязательно. Соревнование проходит в три круга.
Отборочный круг: каждая команда отдельно проходит заезд на 4 км на время. 4 команды, показавшие лучшее время, сохраняют шансы побороться за золото; команды, занявшие места с 5-го до 8-го, могут рассчитывать только на бронзу. Две последние команды выбывают. 

Первый круг: четыре заезда по 2 команды в каждом. 4 лучшие команды посеяны друг против друга (1 против 4, 2 против 3), а 4 худшие команды посеяны аналогично (5 против 8, 6 против 7). Победители в первых двух парах выходят в финал; оставшиеся 6 команд ранжируются по времени и формируют пары за 3/4, 5/6 и 7/8 места.

## Расписание
Соревнования продолжались в течение трёх дней. Время начала соревнований указано местное (UTC+2)
| Дата                  | Время | Раунд                 |
| --------------------- | ----- | --------------------- |
| Понедельник 5 августа | 17:27 | Квалификационный круг |
| Вторник 6 августа     | 19:14 | Первый круг           |
| Среда 7 августа       | 18:04 | Финалы                |

## Призёры
| Золото                                                                      | Серебро                                                                                | Бронза                                                                        |
| Австралия · Оливер Бледдин · Сэм Уэлсфорд · Конор Лихи · Келланд О’Брайен · | Великобритания · Итан Хейтер · Дэниел Бигем · Чарли Тэнфилд · Итан Вернон · Оливер Вуд | Италия · Симоне Консонни · Филиппо Ганна · Франческо Ламон · Джонатан Милан · |

## Результаты

### Квалификация
| Место | Страна                                                                            | Время    | Примечания |
| ----- | --------------------------------------------------------------------------------- | -------- | ---------- |
| 1     | Австралия · Оливер Бледдин · Сэм Уэлсфорд · Конор Лихи · Келланд О’Брайен         | 3.42,958 | Q          |
| 2     | Великобритания · Итан Хейтер · Оливер Вуд · Дэниел Бигем · Итан Вернон            | 3.43,241 | Q          |
| 3     | Дания · Тобиас Хансен · Никлас Ларсен · Карл-Фредерик Бевор · Расмус Педерсен     | 3.43,690 | Q          |
| 4     | Италия · Симоне Консонни · Филиппо Ганна · Франческо Ламон · Джонатан Милан       | 3.44,351 | Q          |
| 5     | Франция · Тома Буда · Бенжамен Тома · Тома Дени · Валантен Табеллион              | 3.45,514 | q          |
| 6     | Новая Зеландия · Аарон Гейт · Киган Хорнблоу · Том Секстон · Кемпбелл Стюарт      | 3.45,616 | q          |
| 7     | Бельгия · Линдси Де Вилдер · Фабио ван ден Босс · Тюр Денс · Ноа Ванденбранден    | 3.47,232 | q          |
| 8     | Канада · Дилан Бибик · Матьё Гиймет · Мишель Фоле · Карсон Маттерн                | 3.48,964 | q          |
| 9     | Германия · Роджер Клюге · Тим Торн Тойтенберг · Тобиас Бак-Грамко · Тео Рейнхардт | 3.50,083 |            |
| 10    | Япония · Сюнсуке Имамура · Кадзусигэ Кубоки · Эия Хасимото · Синдзи Накано        | 3.53,489 |            |

### Первый круг
| Заезд | Место | Страна                                                                         | Время    | Примечания |
| ----- | ----- | ------------------------------------------------------------------------------ | -------- | ---------- |
| 1     | 1     | Новая Зеландия · Аарон Гейт · Киган Хорнблоу · Том Секстон · Кемпбелл Стюарт   | 3.43,776 |            |
| 1     | 2     | Бельгия · Линдси Де Вилдер · Фабио ван ден Босс · Тюр Денс · Ноа Ванденбранден | 3.45,685 |            |
| 2     | 1     | Франция · Тома Буда · Бенжамен Тома · Тома Дени · Валантен Табеллион           | 3.45,531 |            |
| 2     | 2     | Канада · Дилан Бибик · Матьё Гиймет · Мишель Фоле · Карсон Маттерн             | 3.49,245 |            |
| 3     | 1     | Великобритания · Итан Хейтер · Оливер Вуд · Чарли Тэнфилд · Итан Вернон        | 3.42,151 | QG         |
| 3     | 2     | Дания · Тобиас Хансен · Никлас Ларсен · Карл-Фредерик Бевор · Расмус Педерсен  | 3.42,803 | QB         |
| 4     | 1     | Австралия · Оливер Бледдин · Сэм Уэлсфорд · Конор Лихи · Келланд О’Брайен      | 3.40,730 | QG, WR     |
| 4     | 2     | Италия · Симоне Консонни · Филиппо Ганна · Франческо Ламон · Джонатан Милан    | 3.43,205 | QB         |

### Финалы
| Место            | Страна                                                                         | Время    | Примечания |
| ---------------- | ------------------------------------------------------------------------------ | -------- | ---------- |
| Финал            |                                                                                |          |            |
| 1                | Австралия · Оливер Бледдин · Сэм Уэлсфорд · Конор Лихи · Келланд О’Брайен      | 3.42,067 |            |
| 2                | Великобритания · Итан Хейтер · Дэниел Бигем · Чарли Тэнфилд · Итан Вернон      | 3.44,394 |            |
| Заезд за 3 место |                                                                                |          |            |
| 3                | Италия · Симоне Консонни · Филиппо Ганна · Франческо Ламон · Джонатан Милан    | 3.44,197 |            |
| 4                | Дания · Тобиас Хансен · Никлас Ларсен · Карл-Фредерик Бевор · Расмус Педерсен  | 3.46,138 |            |
| Заезд за 5 место |                                                                                |          |            |
| 5                | Новая Зеландия · Аарон Гейт · Киган Хорнблоу · Том Секстон · Кемпбелл Стюарт   | 3.44,741 |            |
| 6                | Франция · Тома Буда · Бенжамен Тома · Тома Дени · Валантен Табеллион           | 3.47,697 |            |
| Заезд за 7 место |                                                                                |          |            |
| 7                | Канада · Дилан Бибик · Матьё Гиймет · Мишель Фоле · Карсон Маттерн             | 3.54,517 |            |
|                  | Бельгия · Линдси Де Вилдер · Фабио ван ден Босс · Тюр Денс · Ноа Ванденбранден | DNF      |            |